# Caliscelis wallengreni
Caliscelis wallengreni är en insektsart som först beskrevs av Stsl 1863.  Caliscelis wallengreni ingår i släktet Caliscelis och familjen Caliscelidae.
Artens utbredningsområde är Frankrike. Inga underarter finns listade i Catalogue of Life.